# Šumadija (district)
Pour les articles homonymes, voir Šumadija.
Le district de Šumadija (en serbe cyrillique : Шумадијски округ ; en serbe latin : Šumadijski okrug) est une subdivision administrative de la république de Serbie. Au recensement de 2011, il comptait 290 900 habitants. Le centre administratif du district de Šumadija est la ville de Kragujevac.
Le district est situé au centre de la Serbie, dans une région densément boisée ; en serbe, la forêt se dit Šuma, d'où le nom de ce district.

## Villes et municipalités du district de Šumadija
| Nom         | Superficie (en km²) | Population 2002 | Population 2011 | Statut       |
| ----------- | ------------------- | --------------- | --------------- | ------------ |
| Aranđelovac | 376                 | 48 129          | 46 079          | Municipalité |
| Batočina    | 136                 | 12 220          | 11 759          | Municipalité |
| Knić        | 413                 | 16 148          | 14 205          | Municipalité |
| Kragujevac  | 835                 | 175 802         | 177 468         | Ville        |
| Lapovo      | 55                  | 8 228           | 7 707           | Municipalité |
| Rača        | 216                 | 12 959          | 11 475          | Municipalité |
| Topola      | 356                 | 25 292          | 22 207          | Municipalité |
| Total       | 2 387               | 298 778         | 290 900         |              |

Localisation des municipalités du district de Šumadija

La Ville de Kragujevac est elle-même subdivisée en cinq municipalités :
- Aerodrom
- Pivara
- Stanovo
- Stari grad
- Stragari

## Autre
À proximité de Kragujevac se trouvent plusieurs monastères datant du Moyen Âge, notamment ceux de Divostin et Drača.